# Резонистор
Резонистор — полупроводниковый прибор с механическим резонансным элементом, используемый в качестве электрического резонатора.

## Устройство и принцип действия
Принцип действия состоит в преобразовании электрических колебаний в механические, резонансе механического колебательного элемента и обратном преобразовании сигнала в электрический. Основой прибора служит полевой транзистор с вибрирующим затвором, к которому подсоединена балка, играющая роль механического резонатора, колебания балки возбуждаются под действием электрического поля. Возможны также другие варианты конструкции.
Резонисторы на частотах 1…45 КГц имеют добротность 100 — 750 и используются в основном на низких частотах, существуют также высокочастотные резонисторы, до 1 МГц